# 鹤岗站
鹤岗站位于中华人民共和国黑龙江省鹤岗市工农区湖滨街道，是鹤岗铁路和鹤北铁路上的火车站，始建于1925年，由哈尔滨局集团管辖。随着佳鹤铁路扩能改造工程的开工建设，鹤岗站原有站房已不能满足新的运输需求。为进一步容纳更多旅客乘车，鹤岗站于2020年开始进行改造工程，同年11月完成站房封顶，2021年11月完成工程竣工验收。鹤岗站建筑面积11998平方米，是原站房面积的4倍，可同时容纳3000名旅客候车。车站设有2台3线，为侧下式站房，其中地上二层为候车室，地下设两处通道用于连接站前广场和地下停车场。2021年11月30日，佳木斯至鹤岗铁路（佳鹤铁路）改造工程新建鹤岗站站房正式投入运营。

## 旅客列车目的地
| 列车所属路局 | 车次  | 目的地 |
| ------------ | ----- | ------ |
| 哈尔滨局集团 | C102  | 哈尔滨 |
| 哈尔滨局集团 | C104  | 哈尔滨 |
| 哈尔滨局集团 | C106  | 哈尔滨 |
| 哈尔滨局集团 | C108  | 哈尔滨 |
| 哈尔滨局集团 | C110  | 哈尔滨 |
| 哈尔滨局集团 | C112  | 哈尔滨 |
| 哈尔滨局集团 | C114  | 佳木斯 |
| 哈尔滨局集团 | 4171  | 鹤北   |
| 哈尔滨局集团 | 4172  | 牡丹江 |
| 沈阳局集团   | K1227 | 鹤北   |
| 沈阳局集团   | K1228 | 沈阳   |

## 途径公交线路
1路，2路，3路，4路，6路，7路，8路，18路，28路，29路，环路

## 車站周邊
- 鹤岗公路客运枢纽站
- 鹤岗市私营经济发展局
- 鹤岗市艺术剧院
- 铁路中学
- 鹤岗体育馆
- 哈尔滨银行鹤岗分行
- 鹤岗市铁路医院
- 龙运大酒店
- 中国建设银行铁路村储蓄所
- 工农区湖滨社区公共服务中心
- 鹤岗市物价局
- 中国银行鹤岗站前支行
- 鹤岗市商务局
- 鹤岗师专附小
- 鹤岗市城乡建设局
- 鹤岗市政府绿化委
- 鹤岗市环保局